# Eustephia
Eustephia là chi thực vật có hoa trong họ Amaryllidaceae.